# Сухая Терешка (село)
Сухая Терешка — село в Николаевском районе Ульяновской области. Административный центр Сухотерешанского сельского поселения. 

## География
Находится на расстоянии примерно 22 километра на юго-восток по прямой от районного центра поселка Николаевка, на реке Сухая Терешка (приток Терешки).

## История
С постройкой церкви село стало называться Введенское.
На 1862 год село Сухая Терешка (Введенское), при рч. Теришке, находились по проселочному тракту из г. Хвалынска в г. Кузнецк, во 2-м стане Хвалынского уезда Саратовской губернии, в которой в 89  дворах жило: 351 мужчин и 340 женщин, имелось: православная церковь, две мельницы.
7 июля 1953 года были объединены сельсоветы:
- Голодяевский, Мордово-Канадейский и Никитинский — в один Голодяевский сельский Совет с центром с. Голодяевка.
- Барановский, Губашевский, Давыдовский и Болдасьевский — в один Барановский сельский Совет с центром с. Барановка.
- Сухо-Терешанский, Русско-Зимницкий и Бело-Ключевский — в один Сухо-Терешанский сельский Совет с центром с. Сухая Терешка.
- Старопичеурский, Старочирковский, Лапаевский и Новоалексеевский — в один Старопичеурский сельский Совет с центром с. Старый Пичеур.

В 1990-е годы работал СПК им. Ленина (ранее одноименный колхоз).

## Население
Население составляло 559 человек (русские 89%) в 2002 году, 450 по переписи 2010 года.

## Известные люди
- Коньков, Геннадий Гаврилович
- Варламов Валентин Степанович